# São João do Paraíso (Minas Gerais)
São João do Paraíso est une municipalité brésilienne de l'État du Minas Gerais et la microrégion de Salinas.